# Marigot, Dominica
Marigot este un oraș din Dominica.